# مانفريد بروي
مانفريد بروي (بالإنجليزية: Manfred Broy)‏ (من مواليد 10 أغسطس 1949 فيلاندسبرغ إم لش) وهو عالم كمبيوتر ألماني وأستاذ فخري في كلية عالم الحاسوب الآلي في جامعة ميونخ التقنية، غارشينغ باي مونشن، ألمانيا.

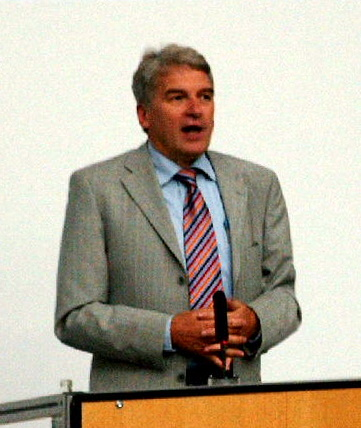
مانفريد بروي في عام 2004.

## حياته
حصل بروي على درجة الدكتوراه عام 1980 حول موضوع تحويل البرامج التي تعمل بالتوازي (برنامج التحول الموازي المتعادل).
في عام 1983 أسس كلية الرياضيات وعلوم الكمبيوتر في جامعة باساو، التي كان عميدها حتى عام 1986. في عام 1989 ذهب إلى جامعة ميونخ التقنية (TUM). في عام 1992 أصبح عميد مؤسس للكلية المعلوماتية، التي كانت حتى ذلك الوقت مؤسسة داخل كلية الرياضيات. منذ ذلك الحين كان يدرس في الجامعة التقنية في ميونيخ.
في عام 2004 تم انتخابه كزميل في مجتمع علوم الكمبيوتر وفي عام 2007 فاز بميدالية كونراد زوسي. وهو أيضًا محرر في المجلة الدولية للبرمجيات والمعلوماتية. كان بروي مديرًا للمدرسة الصيفية الدولية ماركتوبردورف.
تقاعد في 31 مارس 2015.

## وصلات خارجية
- Home page
- Manfred Broy at الببليوغرافيا الرقمية ومشروع المكتبة Bibliography Server